# Bistro (Markenname)
Bistro ist eine ehemalige Submarke von Iglo, welche heute von Dr. Oetker vertrieben wird.
Im Mai 1980 wurde Bistro als Submarke der Tiefkühlmarke Iglo, die damals zum britisch-niederländischen Konzern Unilever gehörte, eingeführt.
1983 kam mit Iglo Bistro Baguette Salami der erste Tiefkühl-Brot-Snack auf den Markt. Im Laufe der 1980er Jahre wurde das Baguette-Sortiment durch Schinken, Champignon, Thunfisch und Bolognese erweitert, außerdem wurden Fertig-Menüs (1985), der Schlemmerteller (1987) sowie Bistro light (1989) eingeführt.
In den 1990er Jahren wurde das Baguette-Sortiment um Tomate-Käse, Spinat-Feta, Parisienne (Käse), Tomate-Pesto, Vegetable (Gemüse), Pizza, Knoblauch und Kräuter sowie die Gourmet–Baguettes in den Sorten Provence, Bretagne, Hawaii, Vier Käse, Carbonara und Chicken-Barbecue erweitert. 1992 versuchte Iglo mit Bistro Pizza Crossa in den Tiefkühlpizza-Markt einzusteigen. Es wurden Sorten wie Schinken, Salami, 4 Jahreszeiten, Blattspinat, Bolognese oder Classica angeboten, die sich auf Dauer jedoch nicht behaupten konnten. Ende der 90er Jahre wurden Cheeseburger und Flammkuchen sowie zu Beginn der 2000er Jahre Expressgerichte für die Mikrowelle eingeführt.
Im Jahr 2000 stellte Iglo die Herstellung von Tiefkühlpizzen ein, zugunsten von Brotsnacks wie Bistro Ciabattino seit 1997, und Bistro Crustino ab 2000 in den Geschmacksrichtungen Tomate-Mozzarella, Bauernspeck-Zwiebel und Frühlingsgemüse. 2004 gehörten Baguettes mit einem Umsatzanteil von 63 % zu den meistverkauften Produkten bei Tiefkühl-Snacks.
Im Oktober 2003 etablierte Unilever die Nahrungsmittelmarke Knorr auch für Tiefkühlkost. In diesem Zusammenhang wurden die Sparten Pizzen, Snacks, Baguettes und Tiefkühlfertiggerichte unter dem Dach der Marke Knorr zusammengefasst und die Marke Iglo – welche bis dahin Bistro als Submarke führte – gegen Knorr ausgetauscht.
Im Jahr 2005 übernahm Dr. Oetker schließlich das Pizzen- und Baguettegeschäft von Unilever. Neben den Baguettes werden von Dr. Oetker auch Flammkuchen-Spezialitäten unter der Submarke Bistro vertrieben.
Im Mai 2008 wurde ein neues Verpackungs-Layout für die Baguettes entworfen. Seit einem Verpackungsrelaunch zum Januar 2016 wurde als einheitliche Optik eine rote Markise eingeführt.